# Dr. Satansohn
Dr. Satansohn ist eine deutsche Stummfilmkomödie in Form eines phantastischen Schauspiels mit faustischem Ansatz aus dem Jahr 1916. Ernst Lubitsch spielt die Titelrolle.

## Handlung
Professor Waldow ist mit Meta verheiratet, einer Frau, deren Mutter Ilona Werner sich nach ewiger Jugend und Schönheit sehnt. Zwischen Waldow und seiner Schwiegermutter kommt es eines Abends zu einer heftigen Auseinandersetzung, woraufhin sich Ilona in ihr Zimmer begibt und schlafen möchte. Ihr erscheint der ominöse Besitzer eines Instituts für Schönheitspflege, ein gewisser Dr. Satansohn, und der verspricht ihr nicht weniger, als die Erfüllung all ihrer Träume.
Dr. Satansohn ist bereit, Ilona in ihre Tochter Meta zu verwandeln. Doch der teuflische Pakt hat einen Haken. Diese Verjüngungskur werde nur Bestand haben, so des Satans Sohn, wenn Ilona nie mehr wieder einen Mann küsse. Ilona lässt sich darauf ein und ist von dem Resultat mehr als begeistert. In dem Moment, in dem Ilona zur Meta wird, verschwindet die wahre Gattin Prof. Waldows. Der ist wiederum reichlich verwundert, dass ihn seine angebliche Gattin nicht mehr küssen möchte.
Als sich plötzlich Dr. Satansohn selbst in Ilona / Meta verliebt und sie daraufhin schließlich küsst, platzt Ilonas schöne Illusion, und sie ist, im wortwörtlichen Sinne, wieder ganz die Alte. Am nächsten Morgen wacht Ilona Werner auf: Es war alles nur ein (schöner) Traum.

## Produktionsnotizen
Der zum Jahresbeginn 1916 im Union-Film-Atelier in Berlin-Tempelhof gedrehte, dreiaktige Film passierte im März 1916 die Filmzensur (mit einem Jugendverbot, Nr. 39038) und wurde am 17. März 1916 uraufgeführt. In Österreich-Ungarn war Dr. Satansohn erstmals im Wiener Filmhaus Polo am 19. Juni 1916 zu sehen.
Der Film war einer der letzten Produktionen, an denen Lubitsch ausschließlich als Darsteller beteiligt gewesen war.

## Kritiken
In der Lichtbild-Bühne heißt es: „Das und recht viel anderes gibt Gelegenheit zu äußerst gelungenen Trickaufnahmen, die verblüffende Wirkungen sicherlich ausüben werden. Die Sache ist geistreicher als sie auf den ersten Blick erscheint. Edel hat sich in Lubitsch einen Vertreter der Titelrolle verschrieben, wie ihm der Teufel keinen besseren hätte hervorzaubern können.“
In Paimann’s Filmlisten ist zu lesen: „Stoff und Photos sehr gut, und Spiel prima.“
Armin Loacker befand: „DOKTOR SATANSOHN ist – wie Jürgen Kasten schreibt – »einer der besten frühen Lubitsch-Filme, witzig und aggressiv, mit unglaublichem Tempo« vorgetragen.“